# Canon de 220 L mle 1917
Die Canon de 220 L mle 1917  war eine schwere Feldkanone, die von der französischen Artillerie im Ersten und Zweiten Weltkrieg eingesetzt wurde. Im Zweiten Weltkrieg erbeutete die Wehrmacht einige dieser Geschütze und verwendete diese.

## Entwicklung
Die Stellungskämpfe im Ersten Weltkrieg führten dazu, dass der bei Verdun eingesetzte französische General Frédéric-Georges Herr im Jahr 1917 eine weitreichende schwere Kanone für die Feldartillerie forderte. Basierend auf einem ursprünglich für die Verwendung bei der Marine entwickelten 220-mm Geschütz wurde eine Lafettierung hierzu geschaffen.
Die 220-mm schwere Feldkanone war ein moderner Entwurf in ihrer Zeit. Mit geringer Seitrichtfähigkeit, einer durchschlagenden Wirkung gegen Befestigungen oder einfach als Unterstützungswaffe der Infanterie.
Für den Transport wurde sie auf zwei Lasten, Lafette und Rohr, verteilt, die jeweils über eine Vierradbereifung verfügten. Die Wagen waren bereits für den Motorzug ausgelegt. Um das Geschütz schussbereit zu machen, musste das 9,28 t schwere Rohr in die Lafette gezogen werden. Die Räder der Lafette konnten angehoben werden, so dass das Geschütz mit der Lafetteunterseite direkt auf dem Boden stand. Die Canon de 220 L mle 1917 verfügte über ein hydraulisches Rückholsystem. Durch den Rückstoß lief die Oberlafette in ihrer Führung gegen die integrierte, hydraulische Bremse einen geneigten Schlitten hinauf und wurde nach dem Erreichen des höchsten Punktes von ihrem eigenen Gewicht wieder in die Ausgangsposition zurückgeführt. Diese Mechanik reduzierte naturgemäß die maximale Rohrerhöhung. Der Ladevorgang wurde von der Bedienung vollständig per Hand durchgeführt.
Ein Seitenrichtbereich von 20° war auf der 4,5 m langen Bodenlafette möglich. Für einen größeren seitlichen Schwenk musste das Geschütz vollständig mit den Rädern der Lafette angehoben werden und dann neu ausgerichtet werden.
Die Kanone wog 25.880 Kilogramm und konnte 104,75 Kilogramm schwere Geschosse 22.800 Meter weit schießen.

## Einsatz
Die in den Jahren 1917 und 1918 fertiggestellten Geschütze wurden an das 151. Festungs-Artillerie-Regiment (RAP) und das 166. Festungs-Artillerie-Regiment ausgegeben. Nach dem Waffenstillstand vom 11. November 1918 wurden die Geschütze zum 172. Artillerie-Regiment überführt.
Als im Jahr 1939 die französische Mobilisierung erfolgte, waren das 173. Regiment d' Artillerie und 174. Regiment d' Artillerie mit den Geschützen ausgerüstet. Insgesamt waren zu diesem Zeitpunkt 48 Geschütze verfügbar.
Aus der deutschen Beute nach der französischen Kapitulation wurden 4 Geschütze als künftige Cannone da 220/32 Mod. 1917 den italienischen Streitkräften übergeben.

### 22-cm-Kanone 532 (f)
Die 22-cm-Kanone 532(f) (f für französisch) war die Bezeichnung für die im Westfeldzug 1940 durch die Wehrmacht erbeuteten Geschütze. Vierzig Geschütze wurden so in den Bestand der Wehrmacht übernommen.
Zur Sicherung der Atlantikküste wurde diese in festen Stellungen als rundum drehbare Geschütze in festen Bettungen installiert.
Vier Kanonen wurden u. a.  bei der Marine-Artillerie-Abteilung 604 in Cherbourg zur Küstenverteidigung am Atlantikwall eingesetzt. Auf der Kanalinsel Guernsey war die „Batterie Radetzky“  mit diesen Geschütztyp ausgerüstet.

### Canon de 220mm L Mle1917 Schneider (FAHM)
Zum Ende des Ersten Weltkrieges wurde von allen Kriegsparteien erkannt, dass ein Problem des Stellungskrieges die fehlende Mobilität der eigenen Artillerie war. In Frankreich und den USA erprobte man mit Geschützen bestückte Selbstfahrlafette. Schwierig waren die erheblichen Rückstoßkräfte auf das Fahrwerk zu regulieren.
Eines der ersten Konzepte des Jahres 1918, wenn auch später in der weltweiten Wirtschaftskrise und bei den großen Beständen an konventionellen Geschützen, sicher in keinem Rüstungsetat mehr unterzubringen, war die Selbstfahrlafette Canon de 220mm L Mle1917 Schneider (FAHM) von der ein Prototyp gebaut und erprobt wurde.
Auf einem Raupenfahrwerk montiert konnte Canon de 220mm in der Lafette bis zu 20° erhöht werden. Ein 225 PS-starker 6-Zylinder-Otto-Motor von Duesenberg bildete den Antrieb. Der hintere Aufbau mit der Waffe erhielt eine Panzerung von 6 bis 8mm. Es wurde eine Geschwindigkeit von 5–7 km/h erreicht und die Selbstfahrlafetten dieser Zeit waren tatsächlich in der Lage schwieriges Gelände zu bewältigen.
Die Bewertungen der französischen Heereskommission waren gut gelaufen, doch letztlich landete der Prototyp in einer Kaserne in einer Halle, wo er, ohne eingesetzt worden zu sein im Sommer 1940 von deutschen Truppen gefunden wurde. Da deutscherseits kein Bedarf für dieses inzwischen recht alte Konzept bestand, doch ein hoher Bedarf an Eisen als Rohstoff, wurde der einzige Prototyp der Verschrottung zugeführt.